# Шкулипа, Ефросиния Ивановна
Ефросинья Ивановна Шкулипа (10 марта 1916, село Алтыновка, теперь Кролевецкого района Сумской области — ?)  — украинская советская деятельница, зоотехник, заведующий животноводческой фермы колхоза «Большевик» Конотопского района Сумской области. Депутат Верховного Совета СССР 2-3-го созывов.

## Биография
Родилась в крестьянской семье. Вместе с родителями переехала в село Черноплатово Конотопского района.
Вступила в местный колхоз «Большевик». С 1932 года работала звеньевой колхоза «Большевик» Конотопского района Сумской области.
Во время Великой Отечественной войны находилась в эвакуации, работала в колхозе Воронежской области РСФСР. В 1943 году вернулась на Сумщину.
С 1943 года — заведующий животноводческой фермы и член правления колхоза «Большевик» Конотопского района Сумской области. Работала также заместителем председателя сельского совета.
Потом закончила Путивльскую зооветеринарную школу и Маловысторопский сельскохозяйственный техникум Сумской области.
После окончания техникума работала зоотехником Конотопского районного отдела сельского хозяйства.
В 1953—1957 годах — директор, в 1957—1962 годах — старший зоотехник, заведующий цеха Конотопской инкубаторно-птицеводческой станции Сумской области.
С 1962 года — заведующий производственной инкубаторной станции колхоза «Украина» Конотопского района Сумской области.
Потом — на пенсии в городе Конотопе Сумской области.